# Rhododendron unciferum
Rhododendron unciferum är en ljungväxtart som beskrevs av Pui Cheung Tam. Rhododendron unciferum ingår i släktet rododendron, och familjen ljungväxter. Inga underarter finns listade i Catalogue of Life.